# Національна асамблея Бангладеш
Національна Асамблея (бенг. জাতীয় সংসদ) — законодавчий орган (парламент) Бангладеш. Має 345 депутатських місць, не менше 45 місць зарезервовано для жінок.

## Опис
Вибори відбуваються кожні 5 років, останні пройшли 2008 року. Лідер парламентської більшості стає прем'єр-міністром, голосуванням депутатів також визначається президент Бангладеш.
Резиденцією парламенту є Джатіо Шонгшод Бхабон (бенг. জাতীয় সংসদ ভবন).